# Veronika Stýblová
Veronika Stýblová (* 17. srpna 1994, Pardubice) je česká zpěvačka, finalistka první řady soutěže Česko Slovensko má talent a finalistka třetí řady Česko Slovenské SuperStar; momentálně studuje Mezinárodní konzervatoř v Praze, obor populární zpěv.[zdroj⁠?!] Od roku 2018 působí jako členka hudební skupiny Verona, kde zaujala místo po Markétě Jakšlové.